# Estudiar en primavera
Estudiar en primavera es un documental de 2014 dirigido por Amparo Fortuny. El filme se adentra en el mundo de un grupo de adolescentes cuyas protestas en defensa de la enseñanza pública desencadenaron la llamada Primavera valenciana. Para muchos de los protagonistas fue su primera experiencia reivindicativa y un choque frontal con la realidad. No sólo se convirtieron en el símbolo de las protestas estudiantiles en toda España; también constituyen un reflejo del desencanto juvenil ante el futuro incierto en un país en el que las políticas de austeridad comienzan a repercutir en la sociedad.
En el documental conviven los testimonios de estudiantes de 13 a 19 años con las impactantes imágenes de las manifestaciones, pasando de los primeros planos de los jóvenes protagonistas que soportan las cargas policiales a la destrucción de iconos infantiles (muñecas,  globos de colores, tartas y confeti, etc.) propuestos por el videoclip "Ley y moral".

## Historia, punto de partida.
En febrero de 2012 los alumnos del Instituto Lluís Vives de Valencia protagonizan unas jornadas de protestas estudiantiles por los recortes económicos en las partidas presupuestarias en educación de la Comunidad Valenciana. La acción policial en las manifestaciones fue de gran controversia, se hicieron eco los medios de comunicación internacionales y despertaron las protestas de organizaciones estudiantiles, de asociaciones de padres y madres de alumnos, de partidos políticos, y de organizaciones internacionales como Amnistía Internacional y Save the Children.

## Música
La banda sonora la componen el tema “Ley y Moral” (2010) del grupo murciano Klaus & Kinski y una pequeña pieza de la composición de Joseph Carl Breil para la película “Intolerancia” (1916) de D. W. Griffith.
“Ley y moral” constituye el leitmotiv del documental. Aparece de manera recurrente con su videoclip, transmitiendo desde un planteamiento desenfadado la actitud de los protagonistas del filme.  Actitud unas veces enérgica e idealista y otras nihilista o desencantada. El videoclip fue realizado por Chema García Ibarra para Jabalina Música.
El segmento musical de “Intolerancia” pertenece a la batalla de la caída de Babilonia (alrededor del min. 90). La película relata alternativamente cuatro historias de injusticia. A todas las historias, que abarcan varios siglos y culturas, les une el tema de la inhumanidad e intolerancia, de la hipocresía, la persecución, la discriminación y la injusticia alcanzado en todas las épocas por los sistemas políticos, sociales y religiosos arraigados en cada momento.
“Intolerancia”  fue restaurada en 1989 por Thames Television para Channel 4. Dicha versión utilizada en “Estudiar en primavera” es la grabación digital de la Orquesta Sinfónica de Radio Luxemburgo dirigida por  Carl Davis.